# Empis dushanbensis
Empis dushanbensis är en tvåvingeart som beskrevs av Shamsev 2001. Empis dushanbensis ingår i släktet Empis och familjen dansflugor. Inga underarter finns listade i Catalogue of Life.